# Purpurknipprot
Purpurknipprot (Epipactis atrorubens) är en ört i familjen orkidéer.
Påminner närmast om släktingen skogsknipprot och skiljs enklast från denna genom sina mindre helt purpurfärgade blommor.
Arten växer i Sverige sällsynt på torr kalkrik mark. Den finns spridd i de flesta kalkområdena i södra delen av landet med ett par fåtal utpostlokaler i norra fjällkedjan.
Ett äldre svenskt namn är vaniljknipprot som syftar på blommornas vaniljlika doft.